# Skelmorlie
Skelmorlie est un village dans le North Ayrshire, en Écosse. Il se trouve sur la rive du Firth of Clyde.
Le village est situé en limite de council area et est adjacent au village de Wemyss Bay qui lui se trouve dans le council area de l'Inverclyde.